# 李希赞
李希赞（：／ Lee Hee-chan，1938年4月10日—2019年1月），朝鲜民主主义人民共和国电影文学作家，朝鲜电影文学创作社专职作家。

## 生平
1938年生于咸镜南道洪原郡。1955年中学毕业后参加朝鲜人民军，复员后入读金日成综合大学国语系。1971年改行从事电影剧本的创作。他的作品具有浓郁的民族色彩和乡土气息。1973年起，以家庭为背景，开始家庭问题系列片的创作。第一部《我们家的问题》，写某邮电局长因惧内严重失职，最后被撤了职；第二部《我们邻居家的问题》，写复职后的邮电局长帮助区行政委员长一家；第三部《我们楼下一家的问题》，写一家旅馆女接待科长干预男人的工作；第四部《我们楼上一家的问题》，写女大学生在母亲的怂恿下见异思迁；第五部《我们大哥家的问题》，写一农村青年依仗亲戚权势到城市落户；第六部《我们岳父家的问题》，写媳妇虐待婆母；第七部《我们姐姐家的问题》，写婆母虐待媳妇；第八部《我们亲家家的问题》，写父母对子女的溺爱；第九部《我们小弟家的问题》，写不靠党组织而靠干部个人。1988年获得金日成奖。
2019年1月21日《劳动新闻》发文称，金正恩委员长于20日向李希赞的灵前送花圈，对他的逝世表示深切哀悼。